# Microtonale muziek

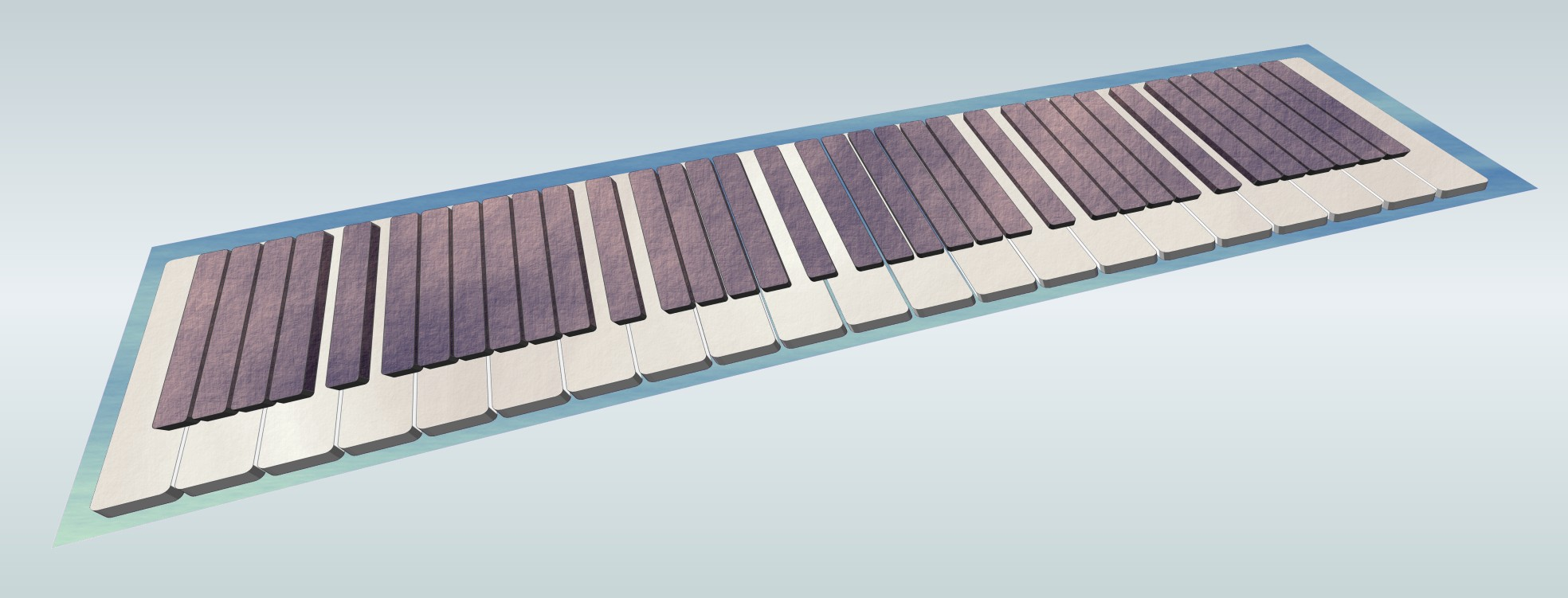
19-toons toetsenbord

Microtonale muziek is in de muziektheorie een verzamelnaam voor een aantal uiteenlopende muzieksoorten die gebaseerd zijn op toonstelsels die in afwijking van wat gebruikelijk is in de westerse muziek, gebruikmaken van kleinere toonschreden dan een halve toonafstand. Het normale westerse toonstelsel
verdeelt het octaaf in 12 gelijke intervallen van een halve toonafstand. Op een pianoklavier zijn er daarom 12 toetsen per octaaf.
In de microtonale toonsystemen is dat anders. Om van een bepaalde toon te komen op een toon die een octaaf hoger ligt, moeten meer, en vaak veel meer, dan twaalf stappen doorlopen worden. Dat betekent, logischerwijze, dat de afstand van een toon tot de eerstvolgende hogere toon kleiner is dan in het gebruikelijke toonstelsel met 12 tonen per octaaf. Een dergelijke kleinere afstand noemt men een microtoon, of – wat eigenlijk een beter woord zou zijn – een microinterval.
Er zijn talrijke methoden om met microtonen muzikale toonsystemen te bouwen. Min of meer bekende systemen zijn het kwarttoonsysteem, waarin het octaaf in 24 kwarttonen verdeeld wordt, en het 31-toonssysteem met per octaaf 31 kleine stapjes, die diëzen worden genoemd). Er zijn echter nog talloze andere systemen, onder andere met 19, 43 en 53 tonen per octaaf. Voor de nu genoemde systemen geldt dat ze op een bepaalde manier nog een relatie hebben met het westerse, 12-tonige systeem en dat ze daarom in een aantal opzichten nog vrij vertrouwd in westerse oren klinken. Maar men kan ook andersom te werk gaan door een willekeurig microtonaal systeem te kiezen, de mogelijkheden daarvan wat betreft toonladders, intervallen, akkoorden, enzovoorts te onderzoeken en die te benutten in een muzikale compositie.

## Historie
In de muziek worden over de hele wereld zeer veel alternatieve toonladders en toonsystemen gebruikt. In de Westerse klassieke muziek is het al zeker duizend jaar gebruik om een toonstelsel te hanteren met twaalf tonen in een octaaf, met onderling min of meer gelijke afstanden. Tussen ongeveer 1550 en 1750 waren er verschillende stemmingen in gebruik met elk hun voor- en nadelen. Musici en wiskundigen (in Nederland onder andere Christiaan Huygens) zochten naar de beste oplossing voor het fundamentele probleem dat het onmogelijk is om op een instrument met vaste toonhoogten elk interval volkomen rein te maken. Vanaf 1750 werd het algemeen gebruik de halve toonafstanden exact aan elkaar gelijk te maken, dat wil zeggen, een gelijkzwevende stemming te hanteren. Dit heeft weliswaar als nadeel dat geen enkel interval behalve het octaaf volkomen rein is, maar als belangrijk voordeel dat er ook geen grote onreinheden voorkomen.
In het begin van de 20e eeuw kwam microtonaliteit op in de westerse wereld. Harry Partch was een van de eerste componisten die zich intensief bezighield met de systematisering van microtonale toonstelsels. Voor zijn composities vervaardigde hij veel zelfontworpen instrumenten met een alternatieve rein geïntoneerde verdeling, gestemd in een 11-limiet.
Muziektheoretisch gezien is er een verschil tussen een Cis en een Des, in de gelijkzwevende stemming worden deze tonen als één toon beschouwd (de piano kent maar één toets voor deze beide tonen). Zowel met behulp van de computer als met zeer nauwkeurig berekende stemmingen zijn ook tegenwoordig nog veel musici actief met een onderzoek op dit gebied. Er vindt dus nog steeds ontwikkeling plaats. In Nederland is er de Stichting Huygens-Fokker die zich bezighoudt met dit vakgebied.

## Instrumentontwerp

Schaalverdeling van de Moodswinger, gebaseerd op harmonische boventoonposities

Ook ontwerpers van instrumenten richten zich bij de constructie van hun instrumenten op de harmonische samenhang van verschillende tonen en afstanden van bijvoorbeeld de snaarlengtes. De brug van de viool staat op 1/7e van de totale snaarlengte van bevestigingspunt tot kam. Ook voor de piano-hamer gelden zeer specifieke afstanden om tot een perfect microtonaal resultaat te komen.
De instrumentbouwer Yuri Landman ontwikkelde op de principes van deze microtonaliteit de Moodswinger.

## Microtonale onderzoekers
- Christiaan Huygens (1629-1695)
- Adriaan Fokker (1887-1972)
- Ivan Wyschnegradsky (1893-1979)
- Alois Hába (1893-1973)
- Harry Partch (1901-1974)
- Ezra Sims (1928-2015)
- Joel Mandelbaum (1932-)
- James Tenney (1934-2006)
- Clarence Barlow (1945-)
- Valeri Brainin (1948-)
- Georg Hajdu (1960-)
- Bob Gilmore (1961-)
- Kristoffer Zegers (1973-)
- Seppe Gebruers (1990-)

### Algemeen
- Stemming
- Enharmoniek
- Cent (muziek)
- Harmonische boventoonreeks
- Temperament (muziek)
- Toonladder
- Kwarttoonvleugel

### Westerse toonstelsels
In historische volgorde:
- Reine stemming (kerktoonladders)
- Stemming van Pythagoras
- Middentoonstemming
- Welgetemperde stemming (Bach)
- Gelijkzwevende stemming

### Alternatieve Westerse microtonale toonstelsels
Gelijkzwevend:

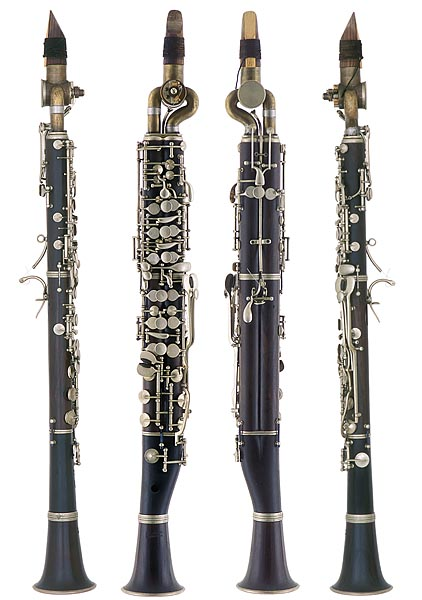
Kwarttoonklarinet met 24 toetsen per octaaf

- 19-toonsverdeling (19 tonen gelijkzwevend)
- kwarttoonverdeling (24 tonen gelijkzwevend)
- 31-toonsverdeling (31 tonen gelijkzwevend) (ontwikkeld door Christiaan Huygens)
- 53-toonsverdeling (53 tonen gelijkzwevend)

Niet gelijkzwevend:
- 43-toonsverdeling (Harry Partch)

### Oosterse toonstelsels
- Oosters toonsysteem
- Hindoestaanse muziek
- Gamelan

### Algemeen
- Joe Monzo's Tonalsoft Encyclopedia of Microtonal Music Theory
- Huygens-Fokker Foundation Centrum voor Microtonale Muziek
- John Starrett's Microtonal Music Page
- The American Festival of Microtonal Music
- Modes and Scales in Indian music
- The North American Embassy of Anaphoria Island
- Xentonic — Xenharmonikon, Interval, etc.
- Original Acoustic Instruments by Cris Forster
- Hearing Greek Microtones by John Curtis Franklin

### Theoriepagina's
- The Wilson Archives
- Paul Erlich
- LucyTuning
- Microtonal Listening List
- Kees van Prooijen
- Cris Forster's Musical Mathematics

### Discografie
- Microtonal music on CD
- Microtonal Listening List
- Aphex Twin's  Chosen Lords
- Seppe Gebruers's 'Playing with standards'

### Microtonale muziek op het internet
- Kyle Gann